# Massacre du bois du Thouraud

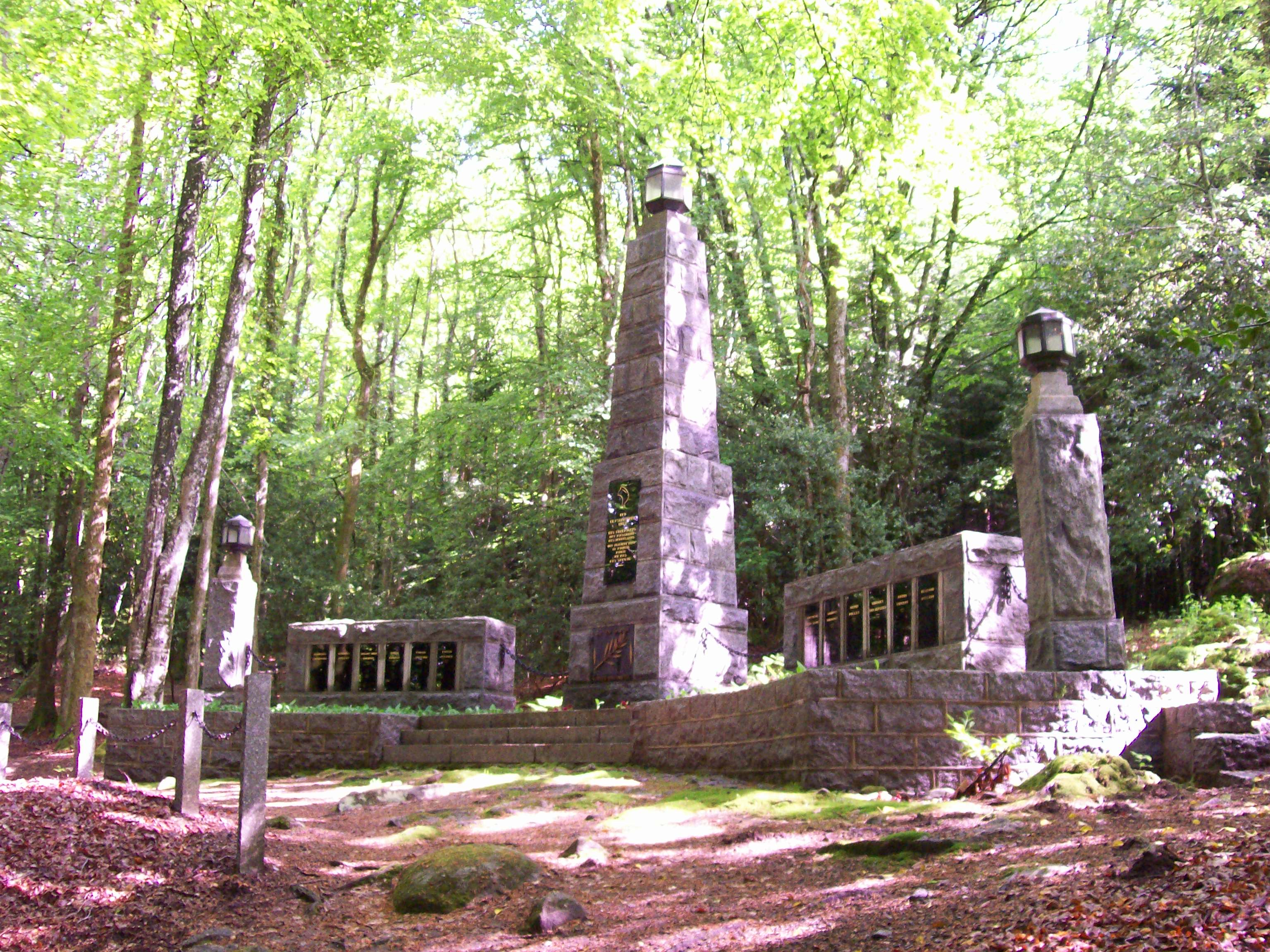
Vue globale du monument du bois du Thouraud.

Le massacre du bois du Thouraud est un évènement qui s'est déroulé sur le territoire de la commune de Maisonnisses, à proximité de sa limite avec Sardent, dans le département de la Creuse et la région Nouvelle-Aquitaine.
Sept jeunes maquisards réfractaires au STO seront tués, sept autres seront déportés dans les camps de la mort ainsi que deux paysans creusois qui aidaient le camp. Parmi ces neuf prisonniers, seuls trois rescapés reviendront des camps.

## Historique

### Contexte
Pierre Laval instaure le 16 février 1943 le Service du travail obligatoire (STO). Le recrutement se fait désormais par classes d'âge entières. Les jeunes gens nés entre 1920 et 1922, c'est-à-dire ceux des classes 20, 21 et 22 sont obligés de travailler en Allemagne (ou en France) à titre de substitut de service militaire. Le STO provoqua le départ dans la clandestinité de près de 200 000 réfractaires, dont environ un quart gagnèrent les maquis en pleine formation. Le STO accentua la rupture de l'opinion avec le régime de Vichy, et constitua un apport considérable pour la Résistance.

### L'attaque du camp

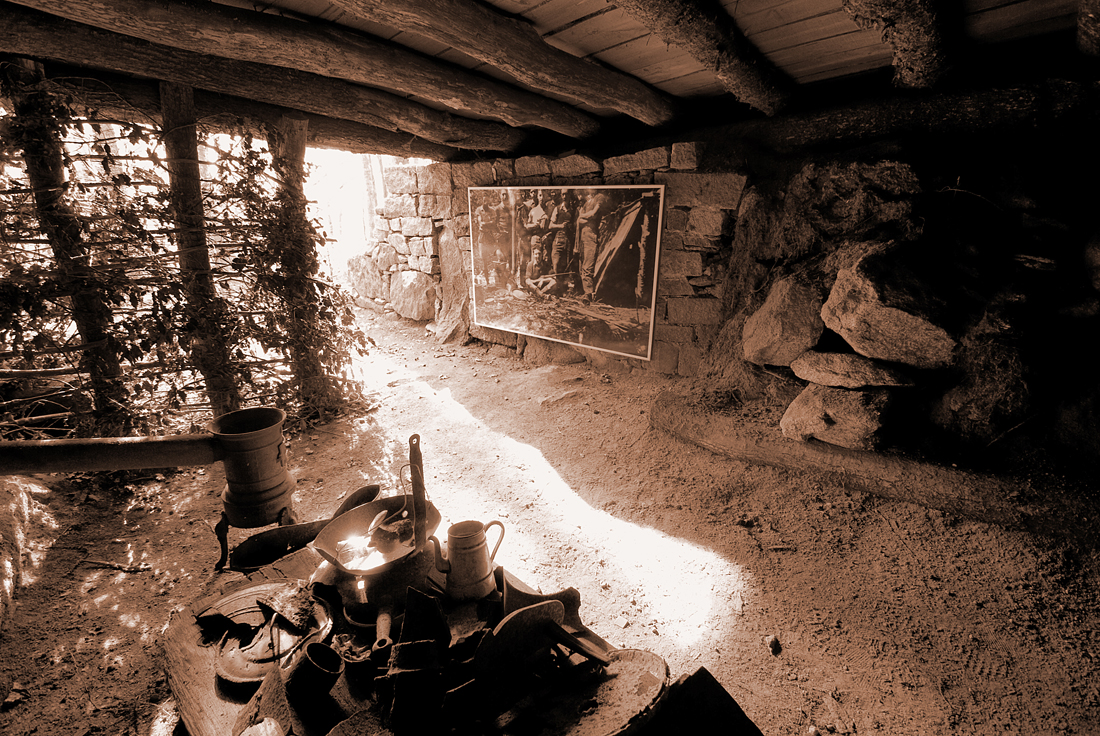
Reconstitution de la sape ayant servi de refuge aux maquisards.

À partir du début de l'été 1943, un groupe de maquisards s'installe dans le bois du Thouraud. Il est composé de seize réfractaires au Service du travail obligatoire placés sous l’autorité du colonel Leduc. Ces jeunes ont l'appui d'une partie de la population, notamment pour leur fournir de la nourriture. Ils mènent quelques opérations de guérilla contre des collaborateurs. À la suite de la destruction d'une batteuse, une plainte est déposée contre eux auprès des services allemands, qui mènent alors une enquête. Ils envoient dans la région deux jeunes miliciens qui se font passer pour des réfractaires au STO et qui entrent en contact avec le groupe de maquisards, le 24 août 1943, par l'intermédiaire de deux paysans qui lui servent de ravitaillement. Ces deux jeunes hommes annoncent qu'ils vont revenir avec des armes.
Le 7 septembre, à l'aube, ils sont bien de retour mais avec une centaine de membres de la Gestapo et de soldats de la Wehrmacht. Ils arrêtent chez eux les deux paysans accusés de porter assistance au camp : Vincent André, 35 ans, et Jullien Henri, 38 ans. Ils encerclent ensuite la sape qui sert d'abri aux seize jeunes dont seulement treize sont présents. Se voyant pris au piège, certains tentent de s'échapper, mais ils sont immédiatement fauchés par le feu des mitraillettes. Sept d'entre eux sont tués : Gabriel Brunet, 23 ans, Georges Cavarnier, 23 ans, John Allan Colomb, 21 ans, Robert Janvier, 18 ans, Jean-Pierre Maitre Allain, 21 ans, Jacques Nouhaud, 19 ans et Bernard Verbeke, 22 ans. Leurs corps seront rassemblés sur le toit du refuge avant que les Allemands ne le fasse sauter.
Trois jeunes étaient en permission ce jour-là et échappent au massacre : François Petit, Jean Saint Marcou et Georges Vergnaud.

### Déportation des survivants
Les six survivants sont faits prisonniers : Marcel Dubreuil, Marcel Guisard, Robert Van Den Eden, 21 ans, Henri Pollet, Emile Aureix, 24 ans, et Roger Riche.
Ils sont transférés, avec les deux paysans faits prisonniers plus tôt, dans la prison de Limoges le 7 septembre 1943 et interrogés par la Gestapo. Puis ils sont transférés vers la prison de Fresnes le 5 novembre 1943, ils y resteront jusqu'au 9 avril 1944. Le 15 avril 1944, ils sont regroupés à Compiègne. Le 27 avril 1944, c'est le départ vers l’Allemagne. Le 30 avril, ils arrivent à Auschwitz.
Seuls Marcel Guisard, Marcel Dubreuil et Roger Riche reviendront des camps de la mort.

## Mémoire

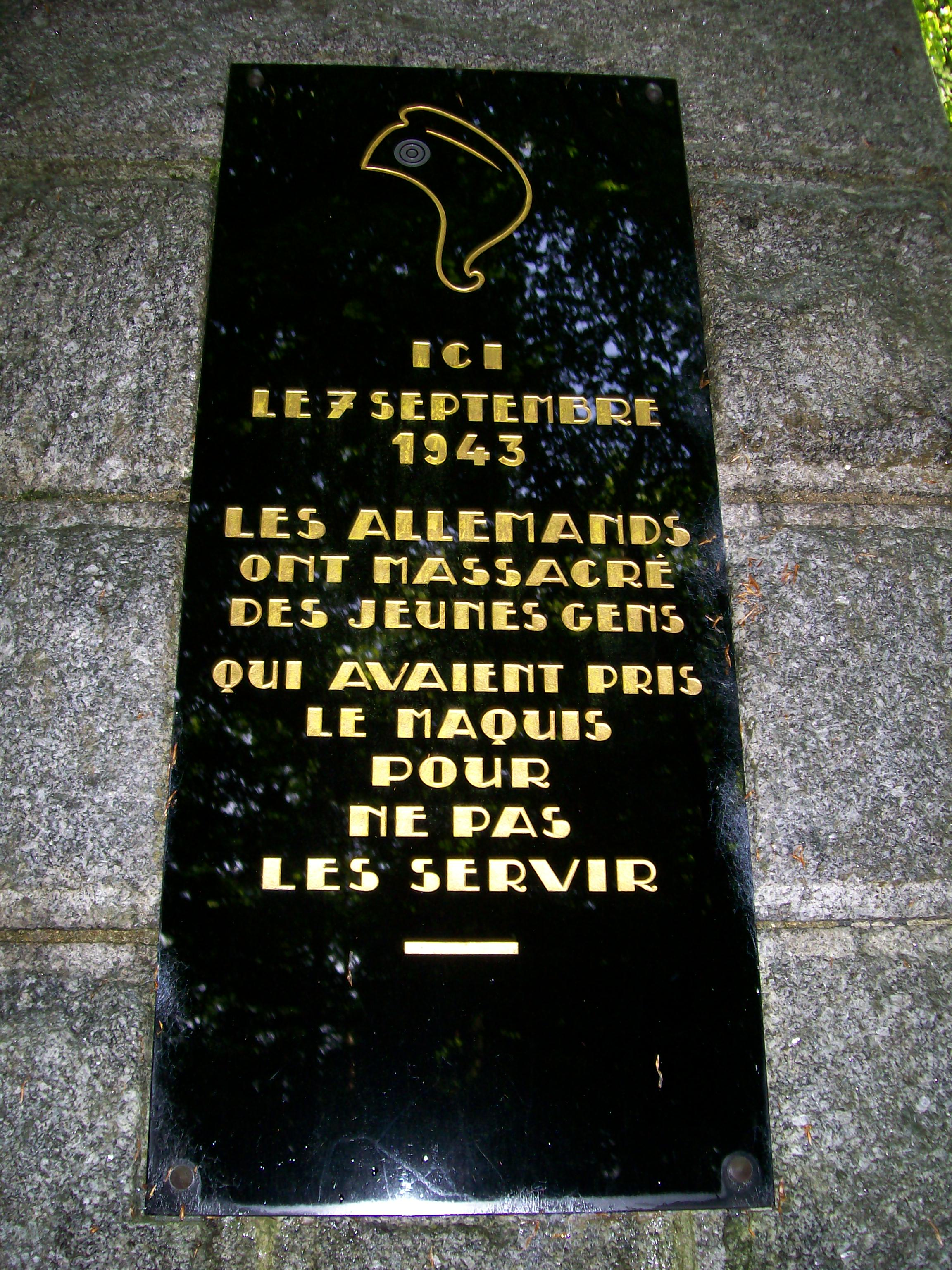
La plaque sur le monument.

À l'entrée du bois sur la commune de Peyrabout, une stèle rappelant la tragédie a été érigée. Le monument, réalisé grâce à une souscription publique en 1947, se trouve à l'intérieur du bois à l'endroit où se tenait le camp des maquisards. En 2007, le conseil général de la Creuse a acheté les terrains permettant la mise en valeur du site.

## Dans la fiction
La fin de l'épisode 12 de la saison 5 d'Un village français s'inspire de ces événements.

### Source
- Roger Riche : son histoire.